# 분수계

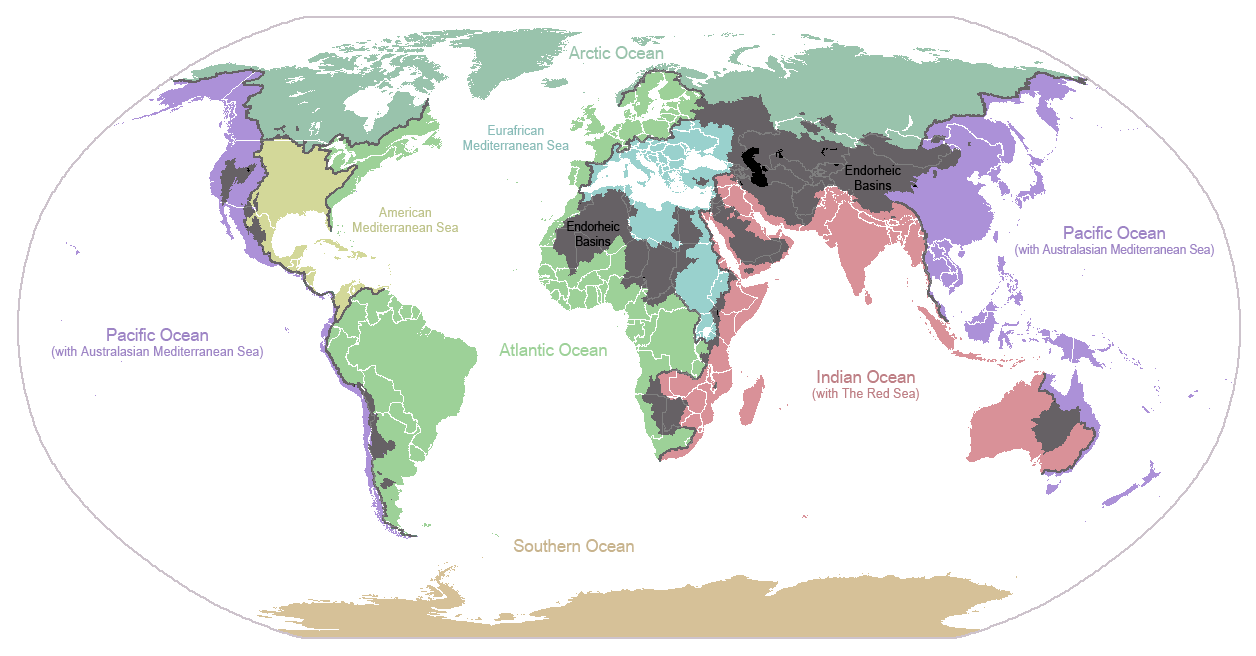
대양별 분수계

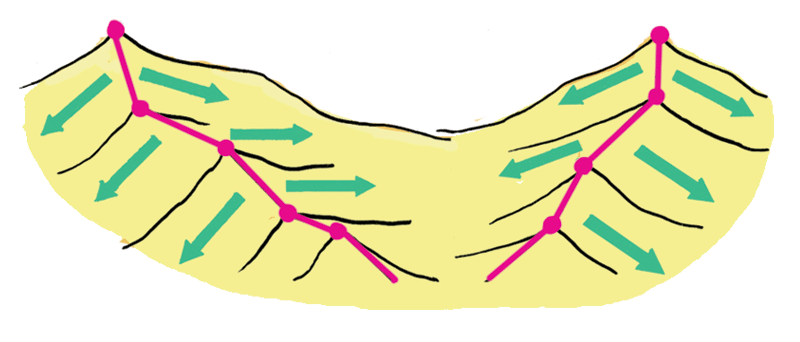
주로 봉우리를 이은 선이 분수계가 된다

분수계(分水界)는 물이 서로 다른 수계로 흘러가는 유역의 경계를 말한다. 대개 산마루나 산맥으로 이루어져 있어 분수령(分水嶺)이라고도 하나, 평야나 고원이 분수계를 이루기도 한다.
빗물이 떨어지면 주로 봉우리를 이은 선(분수계)을 중심으로 반대 방향으로 갈라져 흘러내릴 테고 이 선을 중심으로 각각의 하천이 유역을 형성한다.

## 같이 보기
- 대륙 분수계
- 백두대간